# 포인트 포워드

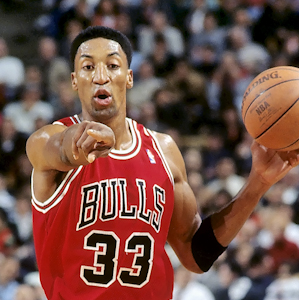
스코티 피펜은 종종 농구에서 포인트 포워드를 대중화한 것으로 알려져 있다. 피펜은 코트 위에서 공을 가져오면서 작은 가드에 대한 미스매치로 운동 능력과 사이즈를 활용했다. 피펜의 가드 같은 패스 능력은 팀 동료에게 공을 전달하는 데에도 효과적이었다.

포인트 포워드(Point forward)는 농구의 비정통적인 공격 포지션으로, 스몰 포워드를 비롯한 포워드가 포인트 가드의 역할을 더해 플레이하는 것이다. 드물게는 파워 포워드도 이 포지션을 맡을 수 있다. 포인트 포워드 역할의 목적은 일반적으로 가드인 작은 수비수에게 공격적으로 미스매치를 만드는 것이다. 포인트 포워드는 공격에서 효과적으로 역할을 수행하기 위해 코트 비전, 농구 IQ, 패스, 볼 핸들링과 같은 숙련된 가드 기술을 갖추어야 한다.
전미 농구 협회(NBA)의 주목할 만한 포인트 포워드로는 르브론 제임스, 스코티 피펜, 보리스 디아우, 헤도 튀르콜루가 있다.

## 특징
일반적으로 팀은 최고의 플레이메이커가 가드보다는 포워드일 때 포인트 포워드를 활용한다. 포인트 포워드는 일반적으로 공을 코트 위로 가져오고 어시스트를 생성하기 위해 공격에서 주요 조력자가 되는 역할을 맡지만, 가드가 공을 코트 위로 가져온 후 플레이를 지휘할 수도 있다.
포인트 포워드 역할을 맡으면 다른 사람에게 공을 분배하는 것이 슛 시도를 감소시키므로 그 선수의 득점이 줄어들 수 있다. 탁월한 패스 기술을 가진 뛰어난 득점원인 농구 명예의 전당 스몰 포워드 래리 버드는 코치들이 그에게 득점을 줄이고 패스를 더 많이 하라고 요청한 후 "나는 이제 포인트 포워드야"라고 재치 있게 말했다.
자신의 넬리 볼 시스템에서 포인트 포워드와 자주 연관되는 감독인 돈 넬슨은 그의 가드들이 강력한 볼 핸들러가 아닐 때 이 역할을 사용했다. 다른 코치들은 포인트 포워드를 사용하여 가드들이 더 득점하도록 자유롭게 했다. 이는 3점 슛이 스포츠의 주요 공격 무기가 되면서 중요성이 커지고 있는 전략이다.
ESPN 분석가 데이브 텔레프는 포인트 포워드는 단순히 능숙한 패서 이상이어야 하며, 최소 절반의 시간 동안 팀 동료를 위해 공격을 촉진해야 한다고 주장했다.

## 어원

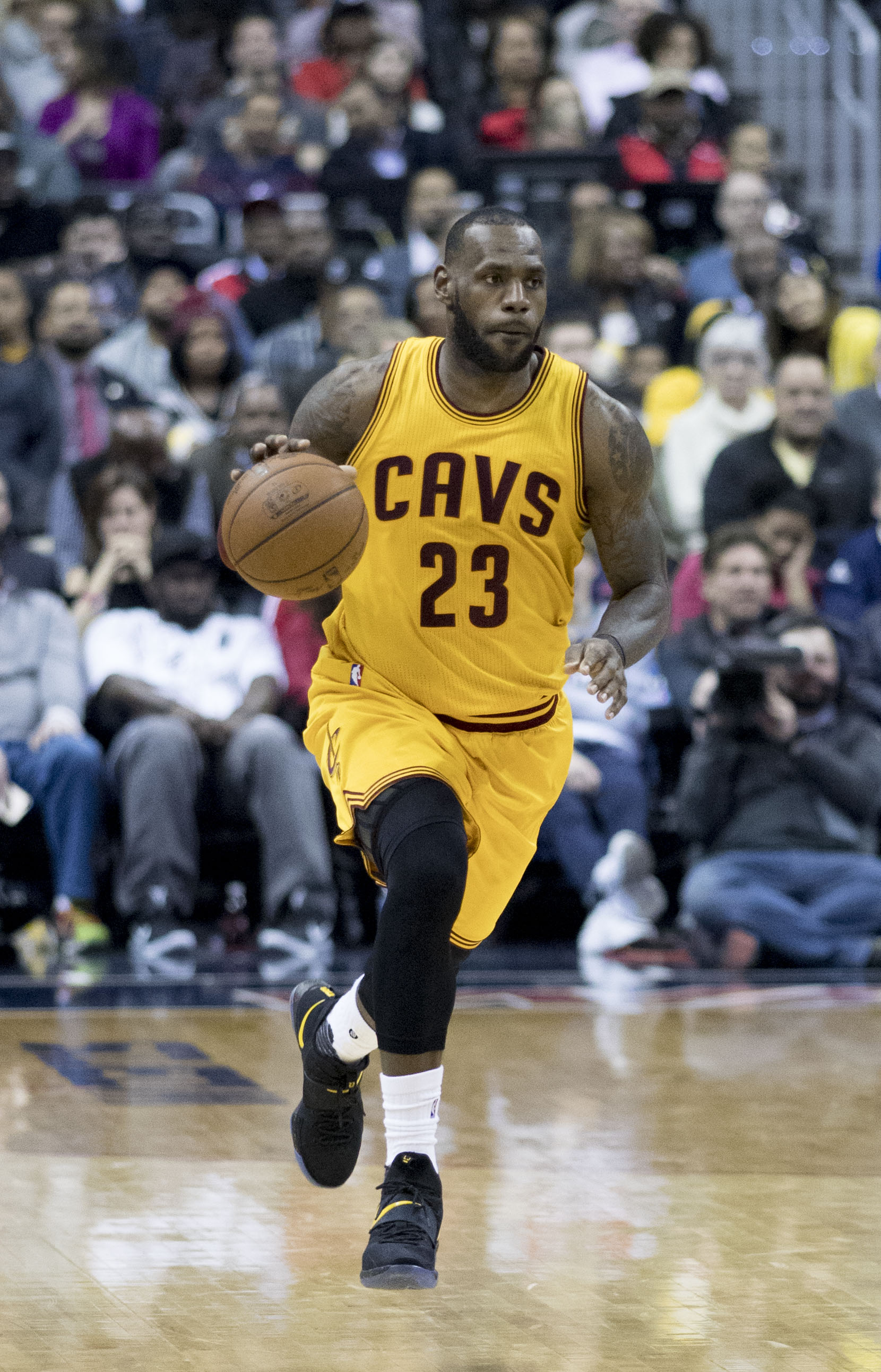
르브론 제임스는 종종 포인트 포워드 역할을 수행하며, 공격에서 포인트 가드와 유사하게 볼 핸들링을 하는 것과 상대 포워드에 대한 수비 사이를 오간다.

포인트 포워드라는 용어의 기원은 불분명하다. NBA의 밀워키 벅스 전 멤버 두 명이 이 용어를 만들었다고 주장한다. 벅스의 스몰 포워드 마르크 존슨은 1984년 NBA 플레이오프에서 팀이 네이트 아치볼드가 햄스트링 부상으로 sidelined 된 후 포인트 가드가 부족해지자 1984년 플레이오프 기간에 이 용어를 만들었다고 주장한다. 코치 돈 넬슨이 존슨에게 공격을 지시했을 때 그는 "알겠습니다. 포인트 가드 대신 포인트 포워드가 되겠습니다"라고 대답했다고 한다. 당시 벅스 어시스턴트 코치였던 델 해리스는 폴 프레시를 어떻게 가장 잘 활용할지에 대해 넬슨과 논의하던 중 처음으로 이 용어를 언급했다고 주장한다. 해리스는 휴스턴 로키츠에서 로버트 레이드를 코치하면서 이 용어를 떠올렸다고 말한다. 해리스는 로키츠의 이전 코치인 톰 니설키가 스몰 포워드 릭 베리를 포인트 포워드 포지션으로 사용한 것을 기원으로 꼽는다.

## 역사
역사적으로 이 역할을 처음 맡은 선수 중 한 명은 존 존슨 (농구 선수, 1947년생)으로, 그는 1970년대 시애틀 슈퍼소닉스 (1967년)에서 두 명의 득점 지향적인 가드인 거스 윌리엄스 (농구 선수)와 데니스 존슨과 함께 뛰었다. 또한 1973-74 시즌부터 골든스테이트 워리어스는 6피트 8인치 릭 베리를 부치 비어드, 제프 멀린스, 필 스미스와 같은 가드들과 함께 공격을 촉진하는 데 매우 자주 사용했다. 1980년대 밀워키 벅스의 마르크 존슨과 폴 프레시는 돈 넬슨 감독 아래에서 포인트 포워드로 뛰었다. 6피트 9인치 스몰 포워드로 그 포지션에서 득점과 리바운드 모두에 뛰어났던 래리 버드는 또한 탁월한 패서이자 공격에서의 조력자였다. 경기 흐름에서 그는 종종 1980년대의 위대한 보스턴 셀틱스 팀에서 포인트 포워드 역할을 수행했다. 6피트 9인치 얼빈 "매직" 존슨은 1980년대 로스앤젤레스 레이커스의 공격을 팀의 포인트 가드로 조직했지만, HIV 발표 후 27 파운드 (12 kg) 더 무거워진 상태로 돌아와 포인트 포워드 역할로 옮겼다.
시카고 불스에서 마이클 조던과 함께 뛰었던 스코티 피펜은 현대 포인트 포워드의 또 다른 예다. 그는 팀의 스몰 포워드였지만, 고등학교 때 포인트 가드를 맡았고 대학에서는 프레스를 상대로 공을 코트 위로 가져왔다. 드래프트 당일 피펜은 인터뷰에서 "들어갈 때는 아마 3번 포지션을 맡을 생각이지만, 언젠가는 포인트 가드 포지션으로 나아갈 생각입니다"라고 말했다. 불스 팀 동료인 데니스 로드먼은 "피펜이 파워/포인트 포워드 포지션을 혁신한 사람일 가능성이 높다"고 언급했다. 피펜은 포인트 가드도 수비할 수 있었다.

## 같이 보기
- 트위너